# Les Trois Royaumes : La Résurrection du Dragon
Pour plus de détails, voir Fiche technique et Distribution.
Les Trois Royaumes : La Résurrection du Dragon (三國之見龍卸甲, San guo zhi jian long xie jia) est un film historique sino-sud-coréen-hongkongais, co-écrit et réalisé par Daniel Lee et sorti en Asie.
Le scénario s'inspire du 92e chapitre du roman classique Les Trois Royaumes du XIVe siècle,. Le film est l'une des deux adaptations des Trois Royaumes de 2008, l'autre étant Les Trois Royaumes de John Woo.

## Synopsis
Zhao Zilong (Andy Lau) s'enrôle dans l'armée de Liu Bei (Yueh Hua) et se lie d'amitié avec Luo Ping'an (Sammo Hung), lui aussi originaire de Changshan. Il connaît sa première victoire lors d'un raid nocturne sur un camp ennemi.
Liu Bei et son armée se replie sur les Hauteurs du Phœnix après avoir été submergés par les forces de Cao Cao (Damian Lau). Lorsque Luo échoue dans sa mission d'escorter la famille de Liu Bei en un lieu sûr, Zhang Fei (Chen Zhihui (en)) se prépare à l'exécuter avant que Zhao n'intervienne. Celui-ci engage ensuite Zhang Fei et Guan Yu (Ti Lung) en duel et reste invaincu après plusieurs tours. Liu Bei est tellement impressionné qu'il lui donne son armure et l'envoie sauver sa famille.
Guan Yu et Zhang Fei couvrent Zhao des forces ennemies pendant qu'il cherche des survivants. Après avoir retrouvé le fils de Liu Bei, Zhao attache l'enfant à son corps avant de se frayer un chemin à travers les lignes ennemies et de charger vers Cao Cao, qui a observé la bataille depuis une falaise. Zhao s'empare de l'épée de Cao Cao puis se met en sécurité sur la falaise opposée. La petite-fille de Cao Cao, Cao Ying (Maggie Q), assiste à l'attaque. Zhao revient plus tard à Changshan en héros et tombe amoureux d'une fille qui organise un spectacle d'ombres chinoises.
Zhao continue de se battre pour Liu Bei et gagne le surnom de « Général invincible » car il n'a jamais perdu une bataille. Après que Liu Bei soit devenu empereur du Shu, il nomme Zhao comme l'un de ses Cinq généraux tigres (en) avec Guan Yu, Zhang Fei, Ma Chao et Huang Zhong.
Après la mort de Liu Bei, Zhuge Liang (Pu Cunxin (en)) persuade le nouvel empereur, Liu Shan, de déclarer la guerre au Wei. À cette époque, Zhao, maintenant avec les cheveux gris, est le seul général tigre encore en vie. Il insiste pour aller au combat et accompagne Guan Xing (Vanness Wu), Zhang Bao (en), Luo Ping'an et Deng Zhi (Andy On). Zhuge Liang lui donne deux enveloppes et lui révèle à quel moment il devra les ouvrir.
Zhao et son armée atteignent un embranchement sur la route, il ouvre la première enveloppe et suit les instructions. Il divise son armée en deux groupes : il en dirige un tandis que Guan Xing et Zhang Bao dirigent l'autre.
Zhao rencontre ensuite le général du Wei, Han De, et tue ses quatre fils. Cependant, il tombe dans un piège tendu par le commandant Wei, Cao Ying, et se retire aux Hauteurs du Phœnix. Alors qu'il est encerclé de tous les côtés et que son armée a subi de lourdes pertes, il ouvre la deuxième enveloppe et apprend que sa tâche était en réalité de distraire l'armée Wei pendant que Guan Xing et Zhang Bao capturent le territoire ennemi.
Après avoir tenté de se provoquer mutuellement, Zhao se bat avec Cao Ying, la vainc mais la laisse partir. Lorsque les forces Wei avancent vers les Hauteurs du Phœnix, Zhao autorise ses subordonnés à mener toutes les troupes au combat. L'armée du Shu est presque complètement anéantie lorsque les forces Wei utilisent des pièges à poudre à canon. Han De et Deng Zhi périssent au combat.
Zhao et Luo regardent la bataille depuis les Hauteurs du Phœnix. À la fin, Luo révèle qu'il a toujours été très jaloux de Zhao pendant toutes ces années, parce que ce-dernier continuait à gravir les échelons tandis que Luo restait un simple fantassin. Les deux hommes font la paix et Luo aide Zhao à retirer son armure. Luo bat le tambour de guerre en larmes alors que Zhao charge l'ennemi.

## Fiche technique
- Titre original : 三國之見龍卸甲
- Titre français : Les Trois Royaumes : La Résurrection du Dragon
- Réalisation : Daniel Lee
- Scénario : Lau Ho-leung et Daniel Lee
- Photographie : Tony Cheung
- Montage : Cheung Ka-fai (en) et Tang Man-to
- Musique : Henry Lai Wan-man (en)
- Production : Chung Taewon, Suzanna Tsang et Dong Yu
- Société de production : Visualizer Film, Taewon, China Film Group Corporation et Polybona Films
- Société de distribution : Polybona Films, Taewon, Sundream Motion Pictures (en) et Scholar Films
- Pays d'origine :  Hong Kong,  Chine et  Corée du Sud
- Langue originale : mandarin
- Format : couleur
- Genre : historique et guerre
- Durée : 101 minutes
- Dates de sortie :
  -  Chine,  Hong Kong,  Indonésie,  Corée du Sud et  Singapour : 3 avril 2008
  -  Thaïlande : 24 avril 2008
  -  Turquie : 22 août 2008
  -  Philippines : 1er octobre 2008
  -  Japon : 14 février 2009

## Distribution
- Andy Lau : Zhao Zilong
- Maggie Q : Cao Ying
- Sammo Hung : Luo Ping'an
- Vanness Wu : Guan Xing
- Andy On : Deng Zhi
- Ti Lung : Guan Yu
- Yueh Hua : Liu Bei
- Pu Cunxin (en) : Zhuge Liang
- Chen Zhihui (en) : Zhang Fei
- Damian Lau : Cao Cao
- Yu Rongguang : Han De
- Ding Haifeng : Zhang Bao (en)
- Jiang Hongbo : Ruan'er
- Wang Hongtao : Huang Zhong
- Menghe Wuliji : Ma Chao
- Liang Yujin : Dame Gan (en)
- Bai Jing : Dame Mi (en)
- Zhao Erkang : le père de Ruan'er
- Timmy Hung (en) : Han Ying
- Yang Jian : Han Yao
- Chen Guohui : Han Jing
- Zhang Mang : Han Qi
- Hu Jingbo : Liu Shan

Qian Zhijun (en) devait à l'origine incarner Liu Shan. Les producteurs de films ont déclaré avoir invité Qian à jouer dans le film parce que, comme le dit China Radio International, « ils pensaient que c'est un acteur vraiment intéressant et que le film avait besoin d'un personnage comique pour apporter de l'humour ». Dans un article de China Film Group Corporation, il est dit que le rôle de Liu Shan convenait à l'apparence de Qian et que « Liu Shan n'est pas une personne très brillante, l'idiome chinois lèbùsī shǔ (樂不思蜀) vient de lui, il est sans assurance et soumis. Pour incarner ce rôle, un acteur a simplement besoin de lâcher complètement son esprit et de ne plus avoir de pensées. Le niveau de difficulté à jouer ce personnage est de 2 sur une échelle de 1 à 5 (par ordre croissant de difficulté) ». La Carmina de CNN déclare que l'attribution du rôle de Qian montre qu'il est passé « de l'obscurité à la célébrité ». En 2007, le scénario du film est modifié en raison de problèmes de budget. Le rôle de Liu Shan est également modifié et finalement supprimé, avant de revenir mais d'être attribué à Hu Jingbo.

## Production
Les sociétés de production impliquées dans la réalisation du film sont Visualizer Film Production Ltd, Taewon Entertainment et Sil-Metropole Organisation de Chine continentale. Les personnes ayant dirigé la production sont Susanna Tsang de Visualizer et Chung Taewon de Taewon. La société hongkongaise Golden Scene a acquis les droits de distribution en Asie orientale, y compris au Japon. La société Polybona Films a acquis les droits de distribution en Chine continentale. Arclight Films a acquis les droits de distribution internationaux du film, qu'il a distribué sous son label Easternlight. Arclight prévoyait de s'occuper de la distribution au Festival de Cannes et dans tous les autres pays.
Le réalisateur Daniel Lee a un budget de 25 millions US$, qui est utilisé pour les tournages en Chine continentale, qui commencent en mars 2007. Variety déclare que le film doit « apparemment » avoir 40 000 figurants. Ce serait le double du nombre de figurants utilisés dans chacun des films du  Seigneur des anneaux . Sammo Hung est chorégraphe des scènes de combat,. De plus, il joue également un personnage, Luo Ping'an, qui est un ami de Zhao mais qui en devient jaloux. Hung exprime sa satisfaction dans le jeu des acteurs. En 2008, il s'agit de la plus grande production cinématographique de Lee.
Les créateurs ont choisi d'utiliser des images de synthèse, un choix commun aux films de guerre à gros budget des années 2000. Lee déclare que l’infographie est cruciale pour l’ensemble des scènes de guerre et pour les plus petits détails. Il explique que, même en filmant dans un désert, le temps change constamment, avec un temps pluvieux et ensoleillé le jour et de la neige la nuit. Pour compenser « quatre saisons en une journée », des images de synthèse sont utilisées pour modifier la présentation du cadre. Lee demande à la société coréenne Mixfilm de faire les effets spéciaux pour le film. Il déclare : « je voulais filmer une version documentaire des Trois Royaumes à travers les personnages. Je ne voulais donc rien de trop beau et je suis très satisfait du résultat ».
En ce qui concerne les exactitudes historiques du film, Lee déclare que les créateurs ne cherchaient pas une « authenticité historique à 100%, ce que nous nous recherchions », étant donné qu'« il n'y a que des descriptions fictives dans le roman de Luo et très peu de données historiques fiables sur les costumes et les armes de l'époque des Trois Royaumes, cela laisse beaucoup de place à l'imagination ». Lee explique ensuite : « Tout en insistant sur le maintien de l'intégrité culturelle chinoise dans les conceptions, nous avons décidé de réorganiser tous les éléments connus à partir d'une recherche minutieuse et de développer un style visuel reflétant les sentiments et les humeurs de la période des Trois Royaumes », que la Chine historique telle que décrite dans le film « pourrait différer des apparences historiques dans l'opinion d'un [spectateur] moyen, et surprendrait naturellement les amateurs de l'épopée des Trois Royaumes, [qui] pourraient déjà avoir leurs propres visions préconçues de chaque personnage, en particulier de Zhao Zilong », que le film n’est pas destiné à représenter fidèlement l’œuvre originale, elle-même dérivée de diverses fictions et traditions orales et « incorpore davantage de nouvelles créations et d'histoires personnelles afin d'explorer le personnage du légendaire Zhao Zilong, à la fois en tant que guerrier et en tant qu'homme », et qu'il n'a pas l'intention d'abaisser l'œuvre originale ni d'offenser les puristes littéraires.

## Bande-son
Henry Lai Wan-man (en) a créé la bande son en s’inspirant de la musique d'Ennio Morricone dans la trilogie du dollar et de quelques films hongkongais comme Il était une fois en Chine.
Liste des musiques :
1. Three Kingdoms (4:27)
2. Story of Luo Ping'an (3:35)
3. The Ambush Squad (9:12)
4. Save the Young Lord (8:49)
5. Love Theme (2:54)
6. Shu March (0:47)
7. The Five Generals (2:28)
8. The Northern Expedition (1:21)
9. The Dust Bowl (3:11)
10. The Siege (1:53)
11. The Karmic Wheel (2:00)
12. The Romance of the Princess (1:55)
13. Deng Zhi (0:56)
14. Wei Funeral (3:03)
15. Shu Requiem (2:51)
16. Returning the Sword (2:35)
17. The Duel (5:43)
18. Zhao Army (1:56)
19. Battle on the Phoenix Height (3:25)
20. After the Snow (3:02)
21. Resurrection of the Dragon (2:24)
22. Zhao Zilong (2:26)

## Récompenses
28e cérémonie des Hong Kong Film Awards
- Nommé: Meilleure photographie (Tony Cheung)
- Nommé: Meilleure direction artistique (Daniel Lee et Horace Ma)
- Nommé: Meilleurs costumes et maquillage (Thomas Chong et Wong Ming Na)
- Nommé: Meilleure chorégraphie d'action (Sammo Hung et Yuen Tak)
- Nommé: Meilleure bande originale (Henry Lai Wan-man)

3e cérémonie des Asian Film Awards
- Remporté: Meilleure production (Daniel Lee)
- Nommé: Meilleur compositeur (Henry Lai Wan-man (en))

## Accueil
Derek Elley de Variety écrit que ce « film bien monté n'a presque pas de temps mort » et que la distribution « est clairement définie, et les détails des costumes, des armures et des armes lourdes ont une apparence nouvelle et inconnue ». Elle ajoute que la musique « est le moteur de l'image et lui donne une vraie stature héroïque ».
Une controverse concerne les costumes des acteurs, alors que certains critiques affirment que l'armure de Zhao Zilong ressemble à celle des samouraïs, Lee rétorque que des éléments de costumes des soldats japonais provenaient de ceux des soldats chinois. Il ne faut donc pas être surpris qu'ils apparaissent comme des costumes de soldats japonais. En outre, certains critiques déclarent que Maggie Q, une actrice américaine, ne pouvait pas être placée dans un film chinois historique, en raison de son apparence eurasienne. Lee a répondu que « nous n'avons pas du tout trouvé que cela était un problème, car les mariages interethniques étaient traditionnellement une stratégie d'alliances matrimoniales, couramment adoptées par les dirigeants chinois pour établir la paix avec les tribus non chinoises agressives voisines ».